# Agenzia nazionale per la sicurezza delle ferrovie
L'Agenzia nazionale per la sicurezza delle ferrovie (ANSF) è stato l'organismo indipendente creato in Italia con sede a Firenze (negli edifici presso la stazione di Firenze Santa Maria Novella) per regolamentare la sicurezza della circolazione ferroviaria sulla rete nazionale, vigilare sull'applicazione delle norme, rilasciare autorizzazioni, certificazioni ed omologazioni alle imprese e ai gestori delle infrastrutture ferroviarie operanti in Italia.

## Storia
L'agenzia è stata istituita in seguito all'emanazione del decreto legislativo 162 del 10 agosto 2007 che recependo i suggerimenti della direttiva europea 2004/49/CE relativa alla sicurezza delle ferrovie dei paesi componenti. La piena operatività di questo organo è iniziata all'inizio dell'estate del 2008. Con D. Lgs. 50/2019 inerente al IV Pacchetto Ferroviario vengono confermate le competenze in materia di sicurezza ferroviaria ad ANSF, che con DL 109/2018 è migrata nella nuova agenzia pubblica ANSFISA (Agenzia Nazionale per la Sicurezza delle Ferrovie e delle Infrastrutture Stradali ed Autostradali).
L'entrata in funzione dell'Agenzia ha permesso di accorpare in un solo ente indipendente le competenze in materia di sicurezza che nella fase transitoria erano esercitate da uffici del Ministero delle infrastrutture e dei trasporti e da Rete Ferroviaria Italiana S.p.A.; al ministero è rimasto il compito di vigilanza e controllo.
Alcune delle funzioni principali sono il rilascio della "certificazione di sicurezza ferroviaria" (CESIFER) alle imprese di trasporto che intendano usufruire della rete ferroviaria italiana, certificando la validità del loro SGS (Sistema di Gestione della Sicurezza) e l'omologazione dei rotabili nuovi o importati (AISM Autorizzazione all'immissione sul mercato), per permetterne la circolazione in sicurezza.
L'agenzia si avvale di verificatori indipendenti di sicurezza o VIS, equivalente degli Independent Safety Assessors. La loro funzione è regolata dal  D.lgs. 162 del 10/08/2007 (archiviato dall'url originale il 21 giugno 2015).. Tre erano stati riconosciuti tali nelle more della definizione delle modalità per la qualificazione dei verificatori indipendenti di sicurezza: il Rina, Bureau Veritas ed Italcertifer. Nel 2016 vi sono 6 VIS riconosciuti.
L'agenzia non ha competenze sugli altri sistemi di trasporto su ferro (metropolitane, tramvie, etc.).
Con l'entrata in vigore del decreto del Ministero delle infrastrutture e dei trasporti 5 agosto 2016, le competenze dell'Agenzia si sono estese alle ferrovie regionali interconnesse alla rete RFI elencate nel decreto medesimo.
L'organigramma è definito da un decreto emanato del presidente della repubblica su proposta del Ministro delle infrastrutture e dei trasporti, di concerto con il Ministro dell'economia e delle finanze e con il Ministro per la Semplificazione e la Pubblica Amministrazione, dopo una deliberazione del Consiglio dei ministri, sentito il Consiglio di Stato.
L'agenzia in seguito a gravi incidenti ferroviari può procedere a condurre indagini ed ispezioni di natura tecnica; tuttavia il vero Organismo investigativo si trova presso la Direzione generale per le investigazioni ferroviarie sotto le dipendenze del Ministero dei Trasporti. L'Agenzia nazionale per la sicurezza delle ferrovie non è quindi tenuta (diversamente per quanto accade per le indagini della Direzione generale per le investigazioni ferroviarie) a pubblicare né lo svolgimento né gli esiti delle indagini a meno che non sia richiesto dalle autorità giudiziarie.
Con Decreto-legge 28 settembre 2018, n. 109, articolo 12 è stata pianificata la costituzione dell'Agenzia nazionale per la sicurezza delle ferrovie e delle infrastrutture stradali e autostradali (ANSFISA), divenuta operativa dal 2020 assorbendo tutte le risorse e le competenze di ANSF.